# Milhac d'Auba-ròcha
Milhac d'Auba Ròcha (en francès Milhac-d'Auberoche) és un municipi francès situat al departament de la Dordonya i a la regió de la Nova Aquitània.

## Demografia
| 1962                                       | 1968 | 1975 | 1982 | 1990 | 1999 | 2007  |
| ------------------------------------------ | ---- | ---- | ---- | ---- | ---- | ----- |
| 465                                        | 480  | 419  | 427  | 452  | 440  | 1.024 |
| Des de 1962: població sense dobles comptes |      |      |      |      |      |       |

## Administració
| Període | Identitat   | Partit |
| ------- | ----------- | ------ |
| 1989-   | Michel Ursy | PS     |